# Cena
Cena – pieniężny wyraz wartości.

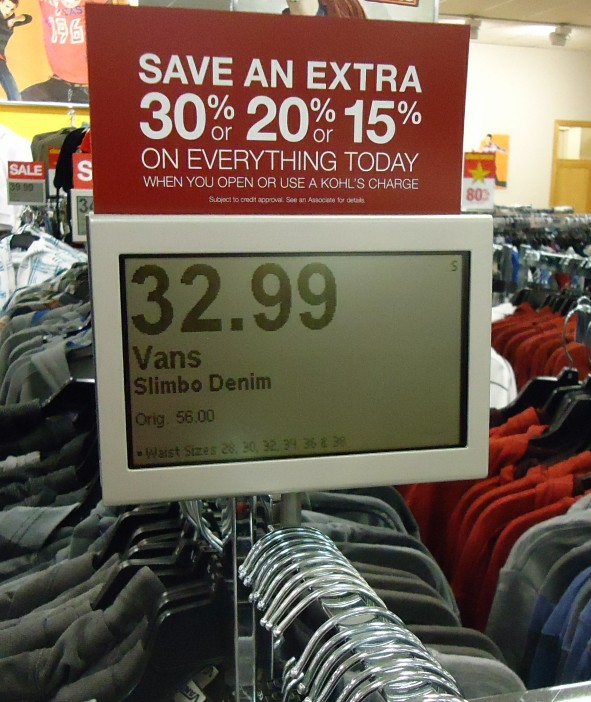
cena w sklepie

Cena może dotyczyć m.in. towaru lub usługi. Według szkoły austriackiej wartość nie jest wielkością obiektywną i taka równość nigdy nie zachodzi, gdyż wtedy nigdy nie doszłoby do wymiany (każda strona musi bardziej wartościować to co otrzymuje od tego co daje w zamian).

## Inne definicje
Lista innych definicji ceny:
- Cena – ilość pewnego dobra (najczęściej pieniądza), za przyjęcie której sprzedający jest gotów zrzec się swoich praw do danego dobra, lub też kupujący jest gotów ją kupić, aby do tego dobra nabyć prawa;
- Cena – wstępnie ustalona zapłata za określone świadczenia[2];
- Cena – koszt, który musi być poniesiony w momencie zakupu[2];
- Cena – wyrzeczenie poniesione przez korzystającego w celu otrzymania wartości, którą wyrób lub usługa reprezentuje[2];
- Cena – cokolwiek z czego dana osoba musi zrezygnować w zamian za jednostkę nabywanego dobra;
- Cena – jest to ustalona na satysfakcjonującym konsumenta poziomie i pokrywająca wszystkie koszty producenta ilość pieniędzy za jaką można nabyć towar/usługę.

## Funkcje ceny
Wyróżnia się następujące funkcje ceny:
- Informacyjno-bodźcowa – parametru, który pozwala określić wielkość przychodów ze sprzedaży, a także parametru pobudzającego do określonego działania. Nabywcę ceny informują o ile zmniejszą się jego zasoby pieniężne, jeśli dokona on zakupu. Sprzedającego ceny informują o ile zwiększy się jego przychód, jeśli dokona on sprzedaży.
- Redystrybucyjna (wtórny podział, rozdział). Ceny są narzędziem podziału dóbr i usług, oraz przesuwania dochodów od jednych grup społecznych do innych i do budżetu państwa. Państwo również może dokonywać redystrybucji dochodów przy pomocy cen – różnicując obciążenie cen podatkami, ustalając ceny minimalne / maksymalne czy dotując pewne gałęzie gospodarki.
- Stymulacyjna – narzędzie oddziaływania na dostawców i odbiorców – im wyższy jest poziom cen, tym większa jest opłacalność produkcji. Stymuluje to producentów do zwiększania rozmiarów produkcji. Niższy poziom cen zniechęca producentów i powoduje ograniczenia produkcji. Wyższy poziom cen może skłaniać producentów do zwiększenia produkcji, a nawet podnoszenia wartości użytkowej wyrobów (jakość, estetyka, funkcjonalność). Zazwyczaj wyższy poziom cen skłania konsumentów do ograniczenia spożycia a niższy stymuluje wzrost spożycia.
- Agregacyjna – umożliwia sumowanie niedodawanych w sensie fizycznym wielkości

## Strategie cenowe
Strategie cenowe spotykane na rynku są to sposoby działania i myślenia, które podkreślają strategiczną i kluczową rolę ceny na rynku.

### Dumping
Dumping polega na akceptowaniu początkowych strat wynikających ze sprzedaży produktu poniżej kosztów w celu zwiększenia sprzedaży, lub wprowadzenia do sprzedaży nowego produktu.
Aby wprowadzić na rynek nowy produkt i szybko zwiększyć jego sprzedaż, wiele firm decyduje się w tym pierwszym okresie na ryzyko strat w nadziei, że rosnąca świadomość produktu (a zatem i popyt) oraz zmniejszające się z czasem koszty produkcji pozwolą stopniowo osiągnąć poziom opłacalności.

### Dominacja
Dominacja polega na jednoczesnym obniżeniu ceny w ślad ze spadkiem kosztów produkcji uzyskanym dzięki korzyściom skali. W ten sposób firma utrzymuje stałą marżę.
Stosowanie tej strategii utrudnia wejście na rynek nowym firmom, a nawet eliminuje z rynku słabsze firmy. Stosowanie jej przez dłuższy czas pozwala firmie na przejęcie inicjatywy na rynku. Firma określa ceny na produkty ze swojej dziedziny i narzuca je konkurentom. Mogą ją stosować duże firmy.

### Parasol cenowy
Parasol cenowy polega na tym, że firma zamiast obniżać ceny wraz ze spadkiem kosztów produkcji utrzymuje przez pewien czas wysoki poziom cen. Pozwala to firmie szybciej odzyskać zainwestowany kapitał.

### Przechwycenie części rynku
Aby przechwycić część rynku firma może zdecydować się w pewnym momencie na sprzedaż swoich wyrobów po cenach niższych niż ceny u konkurentów – czasami nawet poniżej własnych kosztów produkcji (dumping). Tę strategię stosują firmy, które znalazły się w niekorzystnej pozycji na rynku i wciąż chcą zwiększyć swój udział procentowy na rynku.

### Porzucenie rynku
Porzucenie rynku stosują te firmy, które postanawiają się z rynku wycofać, ale jednocześnie maksymalizują rentowność, czyli tak ustalają ceny, aby wziąć z rynku najwięcej profitów.

### Prestiżowa (zbierania śmietanki)
Prestiżowa funkcja ceny polega na zebraniu w krótkim czasie maksymalnych zysków dzięki ustaleniu możliwie najwyższej ceny na nowe produkty i oferowanie ich tym nabywcom, dla których ta cena nie stanowi bariery zakupu. U podstaw tej strategii leży założenie, że jest na rynku segment takich odbiorców, którzy skłonni są płacić nawet bardzo wysokie ceny kupując produkty, które wyróżnią ich spośród innych nabywców.
Nabywcami są osoby dobrze i bardzo dobrze zarabiające.

### Penetracja rynku
Strategia penetracji rynku polega na sprzedaży dużej ilości tanich produktów, a zarobek jest skutkiem sprzedaży masowej, a nie na jednostkowej.
Istnieją dwie odmiany penetracji rynku:
- szybka – nakłady na reklamę i promocję są wysokie,
- wolna – reklama i promocja ograniczona do minimum.

## Rodzaje cen
W literaturze i życiu codziennym mówi się o różnych rodzajach cen. M.in. wskazuje się na ceny:
- producenta – kwota płacona przez nabywcę producentowi
- hurtowe – pośrednia, np. bez marży sklepu,
- detaliczne – wliczone są wszystkie elementy kosztów produkcji, marketingu i dystrybucji,
- wolnorynkowe – kształtują się swobodnie, w związku z prawem popytu i podaży,
  - równowagi
- urzędowe – inaczej regulowane – ustalane przez organy państwa.
  - sztywne
  - minimalne
  - maksymalne
  - wynikowe

## Ustalanie ceny
Podstawą ustalenia ceny jest kalkulacja uwzględniająca przewidywane koszty lub techniczny koszt wytworzenia, odzwierciedlający koszty faktycznie poniesione przez producenta. Poziom ten to minimum, poniżej którego ustalona cena traktowana jest jako dumping i postrzegana jako przejaw nieuczciwej konkurencji.
Cena ma wpływ na wielkość zysku, ale również na postrzeganie towaru – towar przesadnie tani kojarzony jest z towarem niskiej jakości(z wyjątkiem sytuacji, gdy przypadek taki traktowany jest jako okazja, czyli np. promocja, przecena lub wyprzedaż), a przesadnie drogi przywodzi na myśl dobra luksusowego, bywa jednak nieakceptowalny przez konsumentów.
Przesadnie wysoka cena ma rację bytu w przypadku wprowadzenia do sprzedaży produktu:
- dotychczas nieznanego (cena nowości),
- unikalnego (zaspokajającego wysokie wymagania nabywcy),
- na który jest duży popyt

Ogólnie jednak oczekiwany jest przez nabywców pośredni poziom cenowy – „wysoka jakość po rozsądnej cenie”.
Sprzedawcy próbują ten rozsądek w różny sposób zakłócić. Stwierdzono, że jeśli cena jest tuż poniżej pełnej liczby (na przykład 9,99 zamiast 10), to klienci bardziej skłonni są do dokonania zakupu. Inny sposób zachęty do zakupów to udzielanie bonifikat, skont oraz system rabatów i innych opustów.
Okazją do podnoszenia ceny są sytuacje wzmożonego popytu, szczególnie wywołanego poczuciem jakiegoś (prawdziwego, potencjalnego lub urojonego) zagrożenia.
Podsumowując, ceny ustala się:
- na podstawie kosztów,
- w odniesieniu do popytu,
- w relacji do cen konkurencji,
- na podstawie obserwacji sytuacji rynkowej.

Istotnymi elementami ceny są również wynagrodzenie za pośrednictwo handlowe (marża, prowizja) oraz podatki (VAT, akcyza).
Cena brutto – cena końcowa wraz ze wszystkimi jej obciążeniami. Zobacz też: cena netto.
Całość działań związanych z ustalaniem ceny dla osiągnięcia celów biznesowych nazywa się strategią cenową.

### Elastyczność cenowa
Wskazówką w toku ustalania optymalnej ceny/przedziału cen i realizacji polityki/strategii cenowej są tzw. badania elastyczności cenowej. Są to badania na grupach konsumentów (ogólnej lub docelowej dla danego produktu/usługi), zmierzające do ustalenia cen uznawanych za atrakcyjne i akceptowalne oraz reakcji na zmienność cen. W badaniach tego typu stosuje się różne metody pomiaru atrakcyjności cenowej:
- PSM (Price Sensivity Measurement) – w ramach tej metody wyznaczane są ceny zbyt niska i zbyt wysoka, a także niską i wysoką, które określają granice optymalnego, akceptowalnego zakresu cen;
- BPTO (Brand-Price Trade Off) – metoda ta pozwala ustalić najlepszą cenę dla produktu i zweryfikować lojalność klienta wobec konkretnej marki, poprzez ponawianie pytania o preferowany produkt przy zwiększaniu jego ceny/zmniejszaniu ceny dóbr konkurencyjnych;
- DPA (Direct Price Acceptance) – metoda ta pozwala na określenie akceptowalnego przedziału cenowego poprzez ponawianie pytania o prawdopodobieństwo nabycia produktu przy kontrolowanej zmienności jego ceny[3].

## Słowniczek
- bonifikata – zniżka, ustępstwo od ustalonej ceny, patrz rabat
- skonto – przy sprzedaży na warunkach kredytowych (z odroczonym terminem płatności) zmniejszenie kwoty należności w razie zapłaty gotówką lub przed umówionym terminem
- prowizja – wynagrodzenie za pośrednictwo, czynności handlowe, komis
- marża – stosunek zysku ze sprzedaży do ceny sprzedaży
- rabat – opust od sumy należnej za towar, przyznawany np. przy kupnie dużej ilości towaru, zapłacie gotówką lub stałym klientom
- promocja – sprzedaż po atrakcyjnej cenie, zmierzająca do zwiększenia popularności towaru
- przecena, soldy – obniżenie ceny na artykuły posezonowe lub niepełnowartościowe
- wyprzedaż – sposób pozbywania się towarów niepełnowartościowych lub o kończącym się terminie przydatności w celu pomniejszenia straty i zwolnienia miejsca na nowe towary, patrz przecena